# Kees van der Ploeg
Cornelis Johannes (Kees) van der Ploeg (ur. 15 grudnia 1907 w Zoeterwoude, zm. 7 marca 1973 w Haarlemie) – holenderski polityk i związkowiec, deputowany krajowy i europejski.

## Życiorys
Urodził się w rodzinie robotniczej. Ukończył szkołę podstawową i podjął pracę jako ogrodnik i rolnik, w międzyczasie kształcąc się na kursach związkowych. Działacz katolickich związków zawodowych, od 1946 do 1966 kierował związkiem branży rolniczej „Sint Deus-dedit”. Od 1941 do wyzwolenia Holandii pozostawał w ukryciu po przejęciu władzy w związku zawodowym przez przedstawiciela Narodowosocjalistycznego Ruchu Holenderskiego.
Związał się z Rzymskokatolicką Partią Stanu, a od 1945 z jej następczynią Katolicką Partią Ludową. Był deputowanym Tweede Kamer w latach 1949–1971, pozostając wiceszefem frakcji KVP. Od 1958 do 1971 oddelegowany do Parlamentu Europejskiego.
Od 1934 był żonaty z Cornelią Berkhout, mieli pięcioro dzieci.